# Kolbert János
Kolbert János (Szomajom, 1912. december 23. – Budapest, 1986. szeptember 30.) gazdálkodó, a Demokrata Néppárt országgyűlési képviselője.

## Élete

### Ifjúkora és közszereplővé válása
Apai ágon elzászi francia felmenőkkel, míg anyai ágon német ősökkel rendelkezik. Kolbert András gazdálkodó és Fett Mária gyermeke. Nyolcan voltak testvérek. Római katolikus vallásban nevelkedett. Az elemit szülőfalujában, Szomajomban végezte el, 1933-ban pedig a kaposvári Somssich Pál Reálgimnáziumban érettségizett le. Tanulmányai befejeztével a családi gazdaságban helyezkedett el. Hamar bekapcsolódott a politikai életbe, még a '30-as években csatlakozott a Független Kisgazdapárthoz. Somogy vármegyei később országos szervezőtitkár lett.
1939-ben azonban elhagyta a pártot, és a Magyar Élet Pártja tagja, fizetett alkalmazottja valamint a Pest vármegyei szervezőtitkára lett. 1941-ben azonban erről a tisztségéről is lemondott. A Közellátási Minisztériumban helyezkedett el. Német- és náciellenes cikkei miatt a nemzetiszocialista képviselők figyelmét is fölkeltette. 1944. március 19., a német megszállás után németellenes magatartása miatt Garanyba, majd Kistarcsára internálták, május végén engedték szabadon. A háború végéig bujkálni kényszerült.

### Politikai pályája a második világháború után
A háború után újra gazdálkodni kezdett, és újra csatlakozott a kisgazdapárthoz. 1947-ben pedig ismét - számos párttársával együtt - a párt balratolódása miatt szakított a kisgazdákkal és a Demokrata Néppárt tagja lett. 1947. augusztus 31-i országgyűlési választásokon a Somogy megyei listáról bekerült az Országgyűlésbe. Aktív képviselői munkát végzett. 1948. január végén azonban elhagyta a DNP-t is, párton kívüli képviselőként folytatta tevékenységét. Februárban Rajk László belügyminiszter képviselői mandátumának megsemmisítését kérte MÉP-es múltja miatt. A kezdeményezett vizsgálat során kiderült, hogy 1941. december végén egy zsarolási ügybe került, előzetes letartóztatásban is volt. Végül ez ügyben csak a háború után született ítélet, amely szerint egy év letöltendő börtönbüntetést és öt év közügyektől való eltiltást kapott, amnesztiában pedig nem részesült. Az 1945-ös választójogi törvény szerint pedig, mint a Horthy-rendszer kormánypártjának tagját nem is illette meg választójog. Így 1948. február végén megfosztották mandátumától.

### A diktatúra idején
Mandátumától való megfosztása után családjával megkísérelte a nyugati határ átlépést, azonban letartóztatták őket. Őt maradandó fejsérüléseket okozva megverték, előbb Kistarcsára, majd Recskre internálták, feleségét pedig rendőri felügyelet alá helyezték. A recski kényszermunkatáborból memorandumot fogalmazott Dobi Istvánnak, ami miatt a tábor 1953-as feloszlatása után is őrizetben tartották. 1954 elején "a népköztársaság államrendje elleni izgatás" vádjával öt év börtönre ítélték, ekkor Márianosztrára került. Rosszabbodó egészségi állapota miatt a börtönbüntetést 1954 júniusában biztonsági őrizetre változtatták. 1972-ben ügyét felülvizsgálták, a házi gondozás mellett a bíróság kényszergyógykezelést rendelt el, amelyet 3 év múlva feloldottak. 1975-ben raktári segédmunkát vállalt. Életét 1986-ban autóbalesetben vesztette el, családja szerint tisztázatlan körülmények között.